# Clickair
Clickair was, tot begin juli 2009, een goedkope luchtvaartmaatschappij met als thuishaven Barcelona, Spanje. Andere hubs waren Málaga, Sevilla en Valencia. De luchtvaartmaatschappij vloog naar bijna 40 Europese bestemmingen, waaronder Amsterdam vanaf Barcelona en Sevilla.

## Oprichting
Het bedrijf, opgericht in mei 2006, heette aanvankelijk Catair. Deze naam is afgeleid van Catalunya (Nederlands: Catalonië), de Spaanse regio waar het bedrijf was gevestigd. De naam Catair is later omgedoopt tot Clickair.
Luchtvaartmaatschappij Iberia had 20% van de aandelen van Clickair in handen. Het bedrijf onderscheidde zich van andere goedkope maatschappijen, zoals Ryanair, door uitsluitend op primaire luchthavens te vliegen.

## Fusie Vueling
Op 8 juli 2008 werd bekend dat Clickair samen zou gaan met de, eveneens Catalaanse, goedkope luchtvaartmaatschappij Vueling. De naam van de gefuseerde maatschappij was Vueling, toen de op 3 na grootste luchtvaartmaatschappij van Spanje, met 1.300 werknemers. Het Spaanse Iberia had een belang van 40% in het nieuwe bedrijf.
In maart 2009 was reeds begonnen met gezamenlijke ticketverkoop. De samenbundeling leverde een aanbod op van 92 routes en 45 bestemmingen, te vliegen met 35 toestellen. Ook het nieuwe Vueling had luchthaven El Prat van Barcelona als thuisbasis.
De fusie zou in juli 2009 voltooid worden en het ontslag van 200 werknemers, voornamelijk grond- en onderhoudspersoneel, tot gevolg hebben.

## Vloot
De vloot van Clickair bestond uit 20 Airbus AB 320-200-toestellen, elk met 180 stoelen. Ter gelegenheid van de fusie zijn 6 toestellen afgestoten.